# Сорага-ди-Фасса
Сорага-ди-Фасса (итал. Soraga di Fassa, ладинск. Soraga) — коммуна в Италии, расположена в автономной области Трентино-Альто-Адидже, подчиняется административному центру Тренто. 
Население коммуны, на 01.01.2024 года, составляет 717 человек, плотность населения — 35,86 чел./км². Занимает площадь 19 км². Почтовый индекс — 38030. Телефонный код — 0462.
Покровителями коммуны почитаются святые апостолы Пётр и Павел, день их памяти ежегодно отмечается 29 июня.

## Демография
Динамика населения:

## Администрация коммуны
Главой коммуны является мэр Валерио Педерива, с 22 сентября 2020 года.